# 2009至2010年度香港行政長官施政報告
《2009至2010年度香港行政長官施政報告》，是香港行政長官曾蔭權發表的第五份施政報告，於新立法年度會期的第一日（即2009年10月14日）在香港立法會發表，主題是「羣策創新天」，意示羣策羣力，創出新天地。施政報告的封面顏色是淺啡色，意示腳踏實地的實行政策。
內容主要函蓋香港四大支柱（金融、旅遊、貿易及物流和專業服務）、六大優勢產業（教育、醫療、檢測和認證、環保、創新科技和文化及創意產業）、十大基建，新意念的政策有保育中環及向市民派發港幣100元慳電膽換領劵以節省電力的使用等。

## 篇幅
| 主題       | 段落數                      |
| ---------- | --------------------------- |
| 引言及結語 | 18                          |
| 經濟       | 42                          |
| 環保       | 23（另經濟包含4段環保產業） |
| 醫療       | 7                           |
| 社會       | 31                          |
| 政制發展   | 2                           |
| 公務員     | 2                           |
| 國民教育   | 3                           |
| 合共       | 128                         |

報告以經濟及社會為重點，而內容較往年向環保傾斜，128段中就有27段是環保相關的。在環保方面，報告提出了推動電動車輪、廢物管理等措施。

## 爭議
由於當局早已表示此份報告不會再有任何扶貧措施，社會民主連線3位立法會議員在曾蔭權面前表示這是「羣賊創新天，窮人墮深淵」。

### 對親家利益輸送
2009《施政報告》提出向全港住戶派發100元購買慳電膽現金券。由於曾蔭權的姻親莫錦泉售賣燈膽，因而惹來利益輸送之嫌。由於事件牽涉的金額可能很大，曾蔭權的解釋未能令人信服。梁國雄形容事件是醜聞，並要求香港廉政公署調查曾蔭權。事件對曾蔭權的聲譽造成影響，及嚴重到損害其誠信。

## 外部連結
- （中文）（英文）施政報告網頁（页面存档备份，存于）